# Cafarnaüm

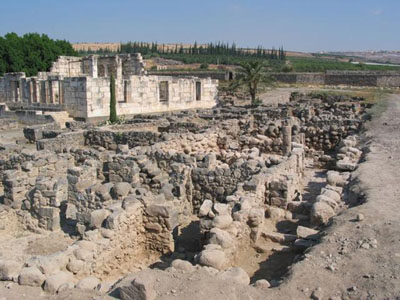
Ruïnes de Cafarnaüm

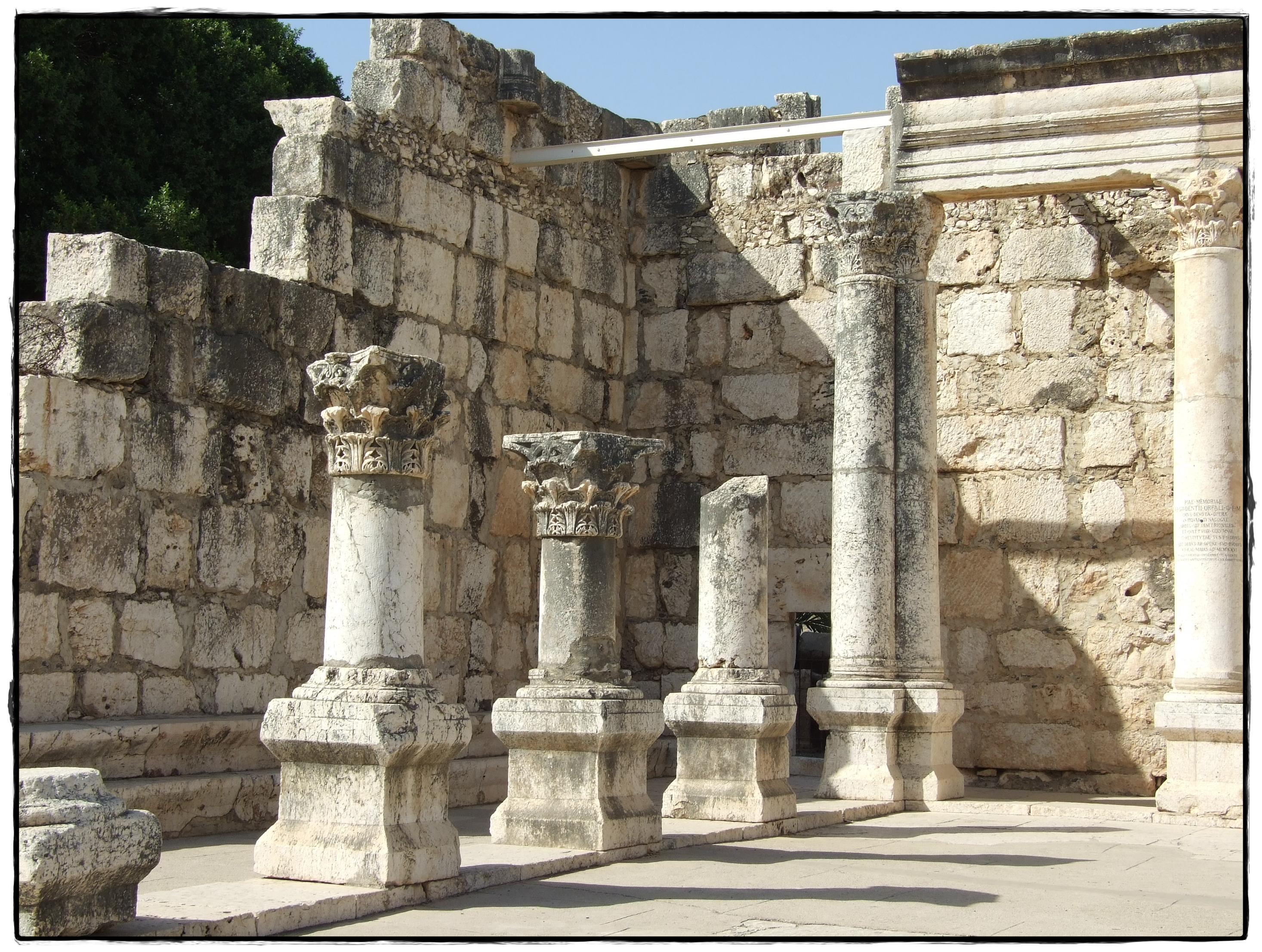

Cafarnaüm o Capernaum (hebreu כְּפַר נָחוּם [Kəfar Nāḥūm], «poble de Nahum»), és un antic assentament situat a Galilea, a l'actual Israel, a la riba del mar de Galilea, també anomenat llac Tiberíades o Kineret.
És coneguda pels cristians com "la ciutat de Jesús". Esmentada al Nou Testament, va ser un dels llocs escollits per Jesucrist per transmetre el seu missatge i realitzar alguns miracles. Es troba a 2,5 km de Tabga i a 15 km de la ciutat de Tiberies, a la riba nord-oest del llac.
Marc 1, 21: Després van anar a Cafarnaüm. El dissabte, Jesús entrà a la sinagoga i ensenyava.
Marc 2, 1: Al cap d'uns quants dies, Jesús entrà novament a Cafarnaüm. Va córrer la veu que era a casa,

## Etimologia
El nom semític de la petita ciutat era Kfar Nahum (poble de Nahum), sent el nom de Nahum el d'un profeta. En els escrits de Flavi Josep el nom és transcrit al grec com "Kαφαρναουμ (Kapharnaum)". En àrab aquest indret se l'anomena "Tell Hum", és a dir, el turó (Tell) d'Hum (abreviatura de Nahum).

## La recuperació de Cafarnaüm
El 1838, el nord-americà Edward Robinson va descobrir les ruïnes d'aquest indret. L'antiga Cafarnaüm es mostrà als primers exploradors com un indret desolat i trist.
El 1866, l'explorador britànic Capità Charles W. Wilson identificà les restes de la sinagoga i, l'any 1894, el franciscà italià Giuseppe Baldi, en nom de la Custòdia de Terra Santa, va aconseguir adquirir una bona part de les ruïnes als beduïns.
Els franciscans van posar una tanca per protegir les ruïnes dels freqüents actes vandàlics; hi van plantar palmeres i eucaliptus portats des d'Austràlia per crear un petit oasi on rebre els peregrins a aquesta zona, situada a 210 metres sota el nivell del mar. A més a més, van construir un petit port per facilitar l'entrada pel llac. Aquestes obres van emprendre un gran impuls sota la direcció del franciscà Virgilio Corbo.

## Descobriments arqueològics
Les excavacions més importants van començar l'any 1905, sota la direcció dels alemanys Heinrich Kohl i Carl Watzinger i es van continuar pels franciscans Vendelin von Benden (1905-1915) i Gaudencio Orfali (1921-1926). Els resultats d'aquestes excavacions van ser el descobriment de dos edificis públics, la ja esmentada sinagoga i una església de planta octagonal. Anys després, les excavaciones van ser represes per Corbo i Stanislao Loffreda, amb l'ajuda financera del govern italià. El descobriment més significatiu d'aquestes excavacions va ser la casa de Sant Pere i alguns barris de l'època evangèlica. Aquestes excavacions van concloure l'any 1986.
Les excavacions van permetre saber que l'assentament fou creat probablement durant el regnat de Judes Macabeu, pels volts del segle ii aC, i que fou abandonat pels volts del segle xi.

## Història de l'assentament
Els arqueòlegs, basant-se en les font literàries i en els resultats de les excavacions, han pogut reconstruir part de la història d'aquest assentament.
El poble no és esmentat a l'Antic Testament. Està demostrat arqueològicament que ja existia al segle ii aC, durant el regant de Judes Macabeu. Era un poble pesquer que es fundà durant la dinastia dels Asmoneus, situat a la riba nord del mar de Galilea.
A 200 metres al nord de la sinagoga s'hi trobava el cementiri, allunyat del nucli habitat. Tenia una extensió de 3 km, que arribava fins a Tabga, dedicada a l'agricultura, fet que s'ha demostrat pels nombrosos molins d'oli i gra trobats durant les excavacions. Una altra font d'ingressos era la pesca. Es van trobar vestigis d'un port a l'oest del que van construir els franciscans.
Cafarnaüm era a prop de les principals artèries que unien Galilea amb Damasc.
Jesús va escollir aquest poble com a centre del seu ministeri públic, després d'abandonar Natzaret, que simplement era un humil poblet de muntanya.
No s'han trobat fonts que facin pensar que Cafarnaüm participés en les sagnants revoltes jueves contra els romans dels anys 70 i 135.

## Descripció de l'assentament
El plànol de l'assentament era bastant regular. De totes dues bandes d'un ample carrer orientada de nord a sud en sorgien petits barris i illes de cases, que limitaven amb carrers transversals i carrerons sense sortida. Els murs es feien amb blocs de basalt i eren reforçats amb pedres i fang. La parte més espaiosa de les cases solia ser el pati, on es trobava el forn circular fet de terra refràctària, molins pel gra i l'escala de pedra que duia a la terrassa. El terra de totes les cases era empedrat. Al voltant del pati s'hi trobaven unes cel·les petites humils que rebien la llum d'unes petites obertures o finestres baixes. El descobriment de l'escala a la terrassa ha permès comprendre el passatge bíblic en què es fa passar a un paralític a través del sostre:
Marc, 2, 1-12:Veient que amb tanta gent no podien dur-lo fins a Jesús, van fer un forat al sostre sobre l'indret on ell era i van baixar la llitera on jeia el paralític.
Pel tipus de construcció, no era gens difícil pujar al sostre per les escales del pati i treure'n una part per fer baixar al paralític a l'habitació on es torbava Jesús.
Un estudi del barri situat entre la sinagoga i l'església octogonal va revelar que diverses famílies vivien a l'estil patriarcal, és a dir, feien servir els mateixos patis i a l'interior no hi havia portes. Les cases eren, generalment, bastant pobres. No hi havia serveis de sanejament i ni tan sols desguassos, les habitacions eren estretes i gens confortables. S'hi van trobar objectes la majoria dels quals eren de ceràmica: olles, plats, àmfores i llums d'oli. També s'hi van trobar hams, punxons, fusos per teixir i molins de basalt que es feien servir per premsar el gra i l'oliva. En aquella societat, el molí era un bé molt preuat que s'heretava de pares a fills durant segles.
A partir del segle iv milloraren les condicions de vida dels habitants de Cafarnaüm: a partir d'aquell moment, les cases es construïen amb argamassa i s'emprava ceràmica fina d'importació. No obstant això, no es noten canvis significatius entre les classes socials, com ho demostra el fet que els edificis construïts durant la fundació del poblat se seguiren utilitzant fins a l'abandonament.

## La casa deSant Pere

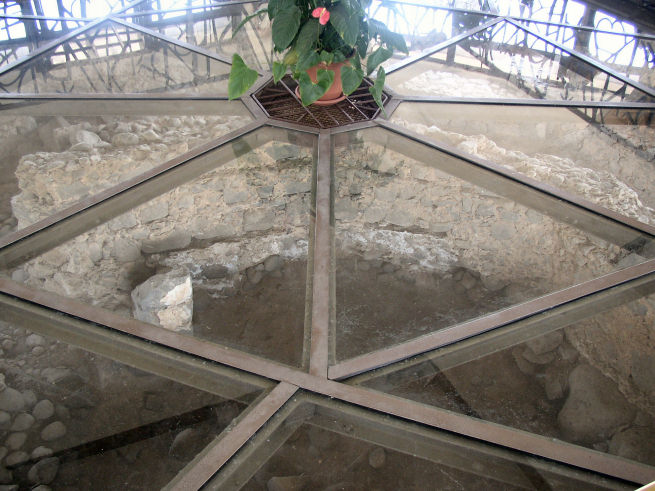
Ruïnes de la casa de Sant Pere

L'illa sagrada on es trobava la casa de Sant Pere té una història molt complexa. Allà els arqueòlegs es van trobar amb un laberint de murs que, en realitat, eren d'èpoques diferents. S'han identificat els següents estrats principals:
1. Un conjunt de cases construïdes pels volts del segle i aC i es van usar fins al segle iv.
2. La transfomració del segle IV.
3. L'església octagonal de meitats del segle V.

### Les cases de l'època evangèlica
Les cases de basalt s'agrupaven al voltant de dos grans patis, el del nord i el del sud. La casa tradicional de Sant Pere era gairebé quadrada, fent cada costat uns 7,50 m, comunicava amb ambdós patis. A la banda oriental hi ha un espai lliure on es troba el forn de terra refractària. Encara es conserva en molt bon estat el llindar pel qual s'entrava al pati nord.
La casa de Sant Pere, santificada per la presència de Jesús, es va convertir molt aviat en un centre de reunions religioses (domus-ecclesia) del primers cristians d'origen jueu.
A partir de la segona meitat del segle I, la casa de Sant Pere es comença a distingir de la resta. Els murs toscos van ser decorats amb cura i es van omplir d'inscripcions, el paviment es va cobrir amb capes fines de guix. D'aquesta època ja no es van trobar més instruments de ceràmica domèstica i hi aparegueren un gran nombre de llums d'oli.

### La transformació delsegleiv
En aquesta època, l'illa sagrada adquirí una nova fisonomia. Primer, es va construir un recinte de murs gruixuts i de traçat lleugerament trapezoïdal al voltant. Els seus costats tenen entre 27 i 30 metres. Van ser construïts amb argamassa i tenen una alçada d'uns 2,30 metres a la cara nord. La finalitat d'aquest mur era doble: centrar la casa de Sant Pere dins l'illa sagrada i remarcar la seva sacralitat. Tenia dues portes: una a la cantonda sud-oest i l'altra a la nord-oest.
Encara que les cases privades es van seguir usant després de la transfomració, la casa de Sant Pere va ser profundament retocada i ampliada. L'habitació venerada, originàriament quadrada, va ser dividida en dos espais rectangulars units per un arc central.
Aquesta domus-ecclesia va durar fins a la meitat del segle v, quan els romans d'Orient van desmantellar tota l'illa sagrada per construir-hi una església al damunt.

### L'església octagonal
L'església es forma d'un octàgon central amb vuit pilars, d'un octàgon externs amb els llindars encara in situ i d'una galeria o pòrtic que introduïa tant a l'interior de l'església com a les habitacions situades a l'est, que es comunicaven per un passadís. Posteriorment, aquest passadís va ser bloquejat i al centre de la banda oriental s'hi va construir un absis amb una pila baptismal, del qual s'han trobat dos esglaons a cada banda i la sortida de l'aigua que es feia servir durant el ritu.

#### Mosaics
El terra de l'església era de mosaic. El mosaic del pòrtic és un motiu purament geomètric amb quatre files de cercles contigus i creus. A la zona de l'octàgon extern, els mosaics trobats representen la flora i la fauna amb un estil molt similar al trobat a la basílica de la Multiplicació dels Pans de Tabga. A l'octàgon central, el mosaic està compost d'una franja amb flors cailiciformes, un camp d'escates de peix amb floretes i un gran cercle amb un gran paó al centre.
És important destacar la relació estreta entre l'església octogonal i la casa de Sant Pere: els romans d'Orient, en construir la nova església, van situar l'octàgon central al damunt dels murs de la casa, amb l'objectiu de perpetuar la seva situació. A partir d'aquell moment, ja no es podia veure la casa humil perquè estava coberta pels mosaics de la nova estructura.

## La sinagoga

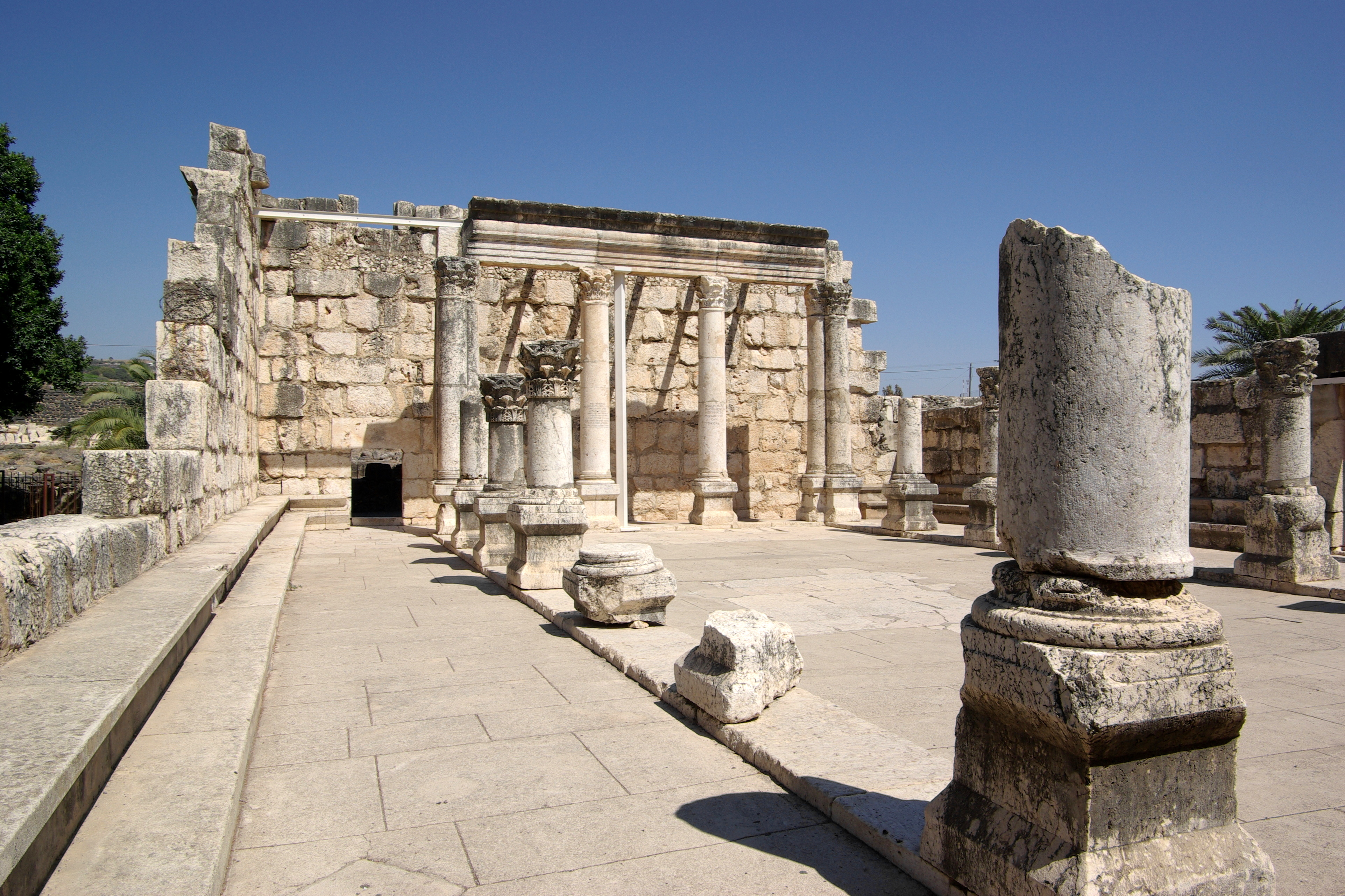
Ruïnes de la sinagoga

Les ruïnes d'aquest edifici, descobertes per Wilson, destaquen notablement entre els humils habitatges de l'assentament. Va ser construïda gairebé amb només blocs blancs de pedra calcària que van ser portats des de pedreres llunyanes.
L'edifici es compon de quatre parts: la sala d'oracions, el pati oriental, la balustrada meridional i una petita habitació (al nord-oest de la construcció). La sala d'oracions mesura 24,40 m per 18,65 m i té la façana orientada cap al sud, cap a Jerusalem.
Les parets internes estaven cobertes amb morter pintat i estucs excel·lentment realitzats. Tant Watzinger com Orfali consideres l'existència d'un pis superior reservat a les dones, amb accés a través d'una escala externa situada a la petita habitació. No obstant això, aquesta opinió no va ser fonamentada en les excavacions posteriors.
De l'antiga sinagoga s'han conservat dues inscripcions, l'una en grec i l'altra en arameu, que recorden als benefactors que van permetre la construcció de l'edifici.
El 1936, el franciscà Orfali, va començar la restauració de la sinagoga. Després de la seva mort, va ser continuada per Virgilio Corbo a partir de l'any 1976.

## El bot pesquer
L'any 1986, en una inusual baixant del llac, va ser descobert un antic bot pesquer que data del segle i aC. Té una longitud de 8 metres i es preservà gràcies al llot. Després d'un ardu treball, que s'havia de fer abans de la pujada de les aigües, el bot va ser retirat del lloc on es trobava i va ser dut al seu emplaçament actual, a prop del quibuts de Ginosar.

## Visita papal
El mes de març de l'any 2000, Joan Pau II, entre altres ciutats, va visitar les ruïnes de Cafarnaüm durant la seva visita a Israel.